# Pelasgo (filho de Triopas)
Pelasgo, na mitologia grega, foi um filho do rei de Argos Triopas, e poderia ter também reinado na cidade.